# 文志英
文志英（1946年—），男，中国数学家，曾任清华大学数学系系主任、教授、博士生导师，中国数学会常务理事。